# كأس جورجيا 2011–12
كأس جورجيا 2011–12 هو موسم من كأس جورجيا. أقيم خلال الفترة 17 أغسطس 2011 وحتى 26 مايو 2012، وأشرف على تنظيمه اتحاد جورجيا لكرة القدم، وكان عدد الأندية المشاركة فيه 28، وفاز فيه ديلا غوري.